# Корвесья
Корвесья́ (фр. Corveissiat) — коммуна во Франции, находится в регионе Рона — Альпы. Департамент — Эн. Входит в состав кантона Треффор-Кюизья. Округ коммуны — Бурк-ан-Брес.
Код INSEE коммуны — 01125.

## География
Коммуна расположена приблизительно в 380 км к юго-востоку от Парижа, в 75 км северо-восточнее Лиона, в 20 км к востоку от Бурк-ан-Бреса.
На востоке коммуны протекает река Эн.

## Климат
Климат полуконтинентальный с холодной зимой и тёплым летом. Дожди бывают нечасто, в основном летом.

## Население
Население коммуны на 2010 год составляло 602 человека.
| 1962 | 1968 | 1975 | 1982 | 1990 | 1999 | 2010 |
| ---- | ---- | ---- | ---- | ---- | ---- | ---- |
| 468  | 448  | 411  | 438  | 437  | 473  | 602  |

## Администрация
| Период | Период | Фамилия        | Партия | Примечания |
| ------ | ------ | -------------- | ------ | ---------- |
| 1947   | 1953   | Эрнест Кюрва   |        |            |
| 1953   | 1974   | Феликс Герьер  |        |            |
| 1974   | 1989   | Юбер Кюрва     |        |            |
| 1989   | 2001   | Дидье Гийо     |        |            |
| 2001   | 2014   | Жакки Балле    |        |            |
| 2014   | 2020   | Брижит Морелле |        |            |

## Экономика
В 2010 году среди 387 человек трудоспособного возраста (15—64 лет) 297 были экономически активными, 90 — неактивными (показатель активности — 76,7 %, в 1999 году было 71,6 %). Из 297 активных жителей работали 275 человек (147 мужчин и 128 женщин), безработных было 22 (9 мужчин и 13 женщин). Среди 90 неактивных 28 человек были учениками или студентами, 37 — пенсионерами, 25 были неактивными по другим причинам.

## Достопримечательности
- Церковь Св. Маврикия (XII век). Исторический памятник с 1941 года[4]
- Замок Конфлан (XIII век)
- Руины замка Арнан
- Пещера Корвесья[фр.]